# 롱 로드 홈
《롱 로드 홈》(영어:The Long Road Home)은 미국의 드라마로 내셔널 지오그래픽 채널에서 만든 8부작 미니시리즈이다.마사 라대츠의 저서 The Long Road Home을 원작으로 제작 되었다.

## 내용
2004년 이라크 전쟁 당시 이라크로 파병되었던 제1기병사단 평화 유지군으로 파병되었던 병사들의 이야기를 담고 있다.

## 등장 인물
계급은 파병 당시의 계급이다.
게리 볼레스키(Gary J. Volesky) 중령 배우:마이클 켈리
셰인 아구에로 중위:E.J. 보닐라